# Jacques de Noëll
Jacques de Noëll (Sant Llorenç de Cerdans, 30 de setembre del 1866 - Els Banys, 14 de febrer del 1954) va ser un músic, instrumentista i compositor, promotor del sardanisme i l'Orfeó santllorencí.

## Biografia
Nasqué en el si d'una vella família de terratinents de Sant Llorenç de Cerdans, descendents dels senyors de Vilaró; la seva mare Catherine Pons, pertanyia a una nissaga de Costoja, mestres de forja. Dels seus quatre germans, en Louis de Noëll va ser enginyer i arqueòleg i en Joseph, notari d'Arles i de Sant Llorenç.
Va estudiar música amb Antoine Taudou, Prix de Rome del 1869 i professor d'harmonia al conservatori de París, que destacà les potencialitats del seu alumne. El 1896, Jacques de Noëll i Albert Manresa fundaren l'Orfeó de Sant Llorenç de Cerdans (Orphéon de Saint-Laurent-de-Cerdans), que en Noëll dirigí durant més de vint anys a partir de la defunció del primer director, Manresa. Ell el feu participar -amb èxit- al concurs de cant coral que organitzà la Fédération Musicale du Midi, organisme supradepartamental del qual posteriorment en de Noëll seria vicepresident. La seva tasca promotora passà també per la fundació de la Union Chorale du Vallespir, que aplegava les corals de Sant Llorenç de Cerdans, Arles i els Banys d'Arles; i el 1937 reconstituí la Choral Amélien (dels Banys d'Arles). Gran amic del compositor occità Deodat de Severac, conjuntament feren concerts benèfics per als ferits de la Gran Guerra; en morir Deodat el 1921, el seu amic l'homenatjà interpretant-ne La fille de la terre a Ceret el 1924, i organitzant juntament amb el director d'orquestra Joseph Lignon un "Festival Deodat de Severac" als Banys d'Arles el 1928.
Com a compositor, per bé que fou autor d'un nombre de cançons en francès, es dedicà especialment a la composició de sardanes, himnes o cants inspirats en la terra catalana, i arranjà i harmonitzà melodies populars catalanes per a ser cantades per coral (com Lo Pardal, per a 4 veus). També musicà poemes de Jacint Verdaguer, Carles Grandó i Albert Saisset ("Oun tal").
Estigué molt vinculat al moviment catalanista, i lluità pel manteniment de la cultura, la llengua i les tradicions del país. Va ser membre fundador (1906) de la Société d'Études Catalanes que tenia Joan Amade per vicepresident, de qui seria amic tota la vida. En dissoldre's la Société, s'integrà a la Colla del Rosselló: també participà en els Jocs Florals del Genêt d'Or de Perpinyà, així com a la Mantenença del Felibritge. Pública ressenyes musicals a l'Indépendant, que reuní en el volum A travers la musique méconnue que publicà amb el pseudònim J.N. de Vilaro (al·ludint a la senyoria de Vilaró que hauria pertangut als seus antecessors).
El 2013, l'ajuntament de Sant Llorenç de Cerdans l'homenatjà posant el seu nom a una sala de la Maison du Patrimoine et de la Mémoire en el decurs d'un acte amb conferència de la seva biògrafa, Josiana Cabanas, i un concert de l'Orfeó Llorencí. El 2012, l'ajuntament de Perpinyà ja havia dedicat un carreró (el Carreró de Noëll) a l'artista.

## Obres
- Cant de primavera (1927), sardana[6] amb versió coral. Va ser premiada als Jocs Florals del Genet d'Or de Perpinyà del 1943[2][7]
- Cantarelles, sardana[6]
- Hymne du Canigou, amb lletra de Jacques de Noëll i música de Deodat de Severac, inèdit
- Laurentine (1921), vals per a piano
- Les lilas, premiada al concurs de composició de la Vila de París[2]
- Manzanilla (1926), vals per a piano
- Nineta hermosa, o Hermosita, sardana distingida al concurs de Ripoll del 1935[2]
- Nostra terra (1927), cançó, enregistrada a l'LP Chants du Pays Catalan pel Grup dels Amics del Cant d'Illa dirigit per Carles Lafon (Paris: Ducreret Thomson, 1963, ref. 250 V 172) i reeditat modernament en disc compacte Va ser premiada als Jocs Florals del Genet d'Or de Perpinyà del 1951[2][7]
- Records del Rosselló (1927), sardana amb versió coral de Pere Talrich[7]
- Roses i clavells (1925), sardana per a piano , premiada al concurs d'Olot del 1925, i medalla als Jocs Florals de Tolosa de Llenguadoc del 1926[2]
- Rosselló (1919), marxa amb lletra de Joan Amade, dedicada a la memòria del poeta Pere Talrich «Fitxa catalogràfica de Rosselló».[Enllaç no actiu]
- Salut au Vallespir (1911), per a cor, música i lletra de Noëll
- Temporades, sardana premiada als Jocs Florals del Genet d'Or de Perpinyà del 1941[2]
- La vall del Tech (1926), sardana per a piano
- Veremes, sardana[6] amb versió coral

Arranjament de cançons catalanes per a coral: Muntanyes regalades, Lo Pardal, Saltem i ballem.